# دائرة المجتلب
دَائِرَةُ المُجْتَلَبِ هي الدائرة العروضية الثالثة، وهي تضمّ ثلاثة بُحُور خليلية، هما: الهَزَج والرَّجَز والرَّمَل، وهي لا تتضمّن أيّ بحر مهمل.

## سبب التسمية
سُمّيت هذه الدائرة بهذا الاسم لأنّ تفاعيلها اجْتُلِبَتْ من الدائرة الأولى، وهي دَائِرَةُ المُخْتَلِفِ، أي أنّها تتألّف من نفس التفعيلات السباعيّة متكرّرةً، وهي: مَفَاْعِيلُنْ أو مُسْتَفْعِلُنْ أو فَاْعِلَاتُنْ.

## طريقة فكّ الدائرة
- إذا ابتدأت من الوتد الأول (أي //ه) إلى إتمام الدائرة (عكس عقارب الساعة)، تتحصل على تفعيلات شطر بحر الهزج، وهي: مَفَاْعِيلُنْ مَفَاْعِيلُنْ مَفَاْعِيلُنْ، فيكون بذلك وزن البحر:

- إذا ابتدأت من السبب الأول (أي /ه) إلى إتمام الدائرة (عكس عقارب الساعة)، تتحصل على تفعيلات شطر بحر الرجز، وهي: مُسْتَفْعِلُنْ مُسْتَفْعِلُنْ مُسْتَفْعِلُنْ، فيكون بذلك وزن البحر:

- إذا ابتدأت من السبب الثاني (أي /ه) إلى إتمام الدائرة (عكس عقارب الساعة)، تتحصل على تفعيلات شطر بحر الرمل، وهي: فَاْعِلَاتُنْ فَاْعِلَاتُنْ فَاْعِلَاتُنْ، فيكون بذلك وزن البحر: